# Monument aux morts de la guerre de 1870 de Montauban
Le monument aux morts de la guerre de 1870 de Montauban, également connu sous son nom d'œuvre artistique Monument aux combattants et défenseurs du Tarn-et-Garonne de 1870-1871, est un monument aux morts situé à Montauban, ville natale du sculpteur Antoine Bourdelle, dont c'est l'une des premières œuvres majeures. Ce dernier put triompher des oppositions grâce à l'intervention de Rodin en 1897. Le monument achevé en 1902 est aujourd'hui érigé place Bourdelle.

## Histoire
En 1893, Bourdelle entre comme praticien dans l'atelier de Rodin.
En 1895, un concours est lancé par la Société des anciens combattants de Montauban le 30 avril pour la réalisation d'un monument aux morts de la guerre franco-allemande de 1870. Les maquettes sont présentées du 1er au 12 août dans les salles d’exposition du musée Ingres de Montauban. Bourdelle participe au concours.
Ce fut la première commande importante d’Antoine Bourdelle en 1894. La première maquette de ce monument est présentée en 1896. Les membres du comité chargé du projet l'accueillent très défavorablement. La conception romantique du monument dérange. L’intervention de Rodin en 1897 permet à Bourdelle de réaliser cette sculpture sans accepter aucun compromis.
Le projet de Bourdelle évalué à 50 000 francs dépasse de loin les 13 000 F imposés par le programme. Mais Bourdelle s’engage à ne recevoir que 13 000 F.
En 1896, le conseil municipal accorde la place de la Bourse comme emplacement du monument aux morts. Le 29 octobre 1897, la première pierre du monument est posée. Le 14 août 1902, le monument est envoyé à Montauban. L’inauguration a lieu le 14 septembre.
Le monument est apprécié par la presse progressiste et critiqué par les conservateurs.
En 1905, Bourdelle reprend la tête du grand guerrier du monument pour créer le Masque d’Hercule.
En 1970, le monument est transféré place Bourdelle.

## Caractéristiques du monument
Le monument est le fruit d'une lente maturation, il est composé de plusieurs moments successifs comme les compositions médiévales. On distingue : 
- l'assaut,
- le combat,
- la mort.

Bourdelle exposa certaines pièces destinées au monument comme des œuvres séparées :
- L'Effroi, 1909, plâtre,
- Figures brûlantes,
- Dragon,
- La France,
- Le Grand Guerrier, bronze,
- Masque d'Hercule, bronze.

Cela permet de comprendre le cheminement de l'artiste.
L’œuvre de Bourdelle, à la manière de Rodin, exprime la violence, le déchaînement des passions et des sentiments par la déformation des corps au-delà de la vraisemblance : Guerrier sans jambe, La France.

Par cette œuvre selon Rodin, 

« Bourdelle a contribué à régénérer la sculpture actuelle autant qu'il pouvait le faire au jour où nous vivons »

— .
Certaines de ces sculptures n'ont pas été assemblées avec le monument de Montauban.

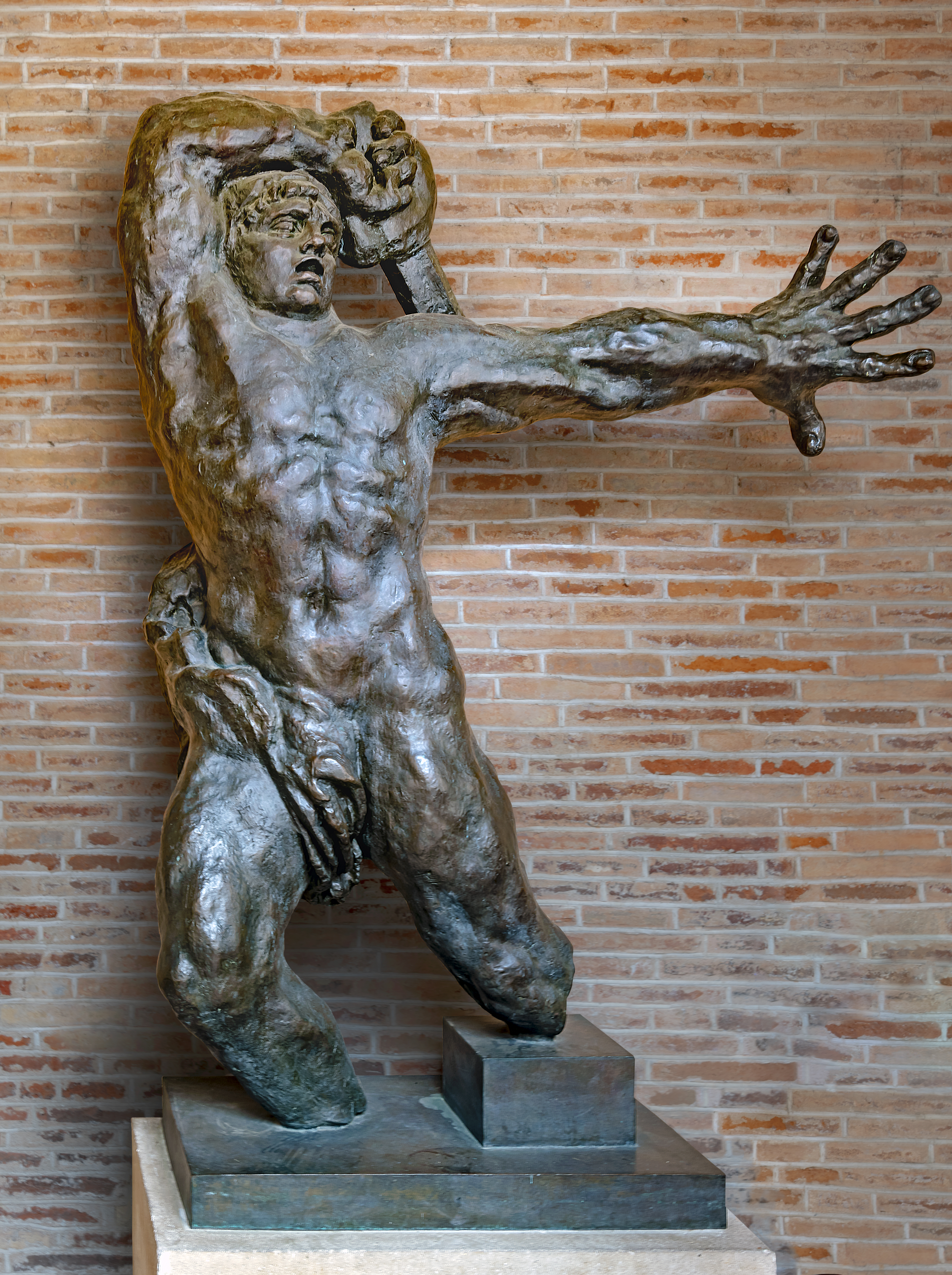
Le grand guerrier de Montauban Fondation Bemberg Toulouse.
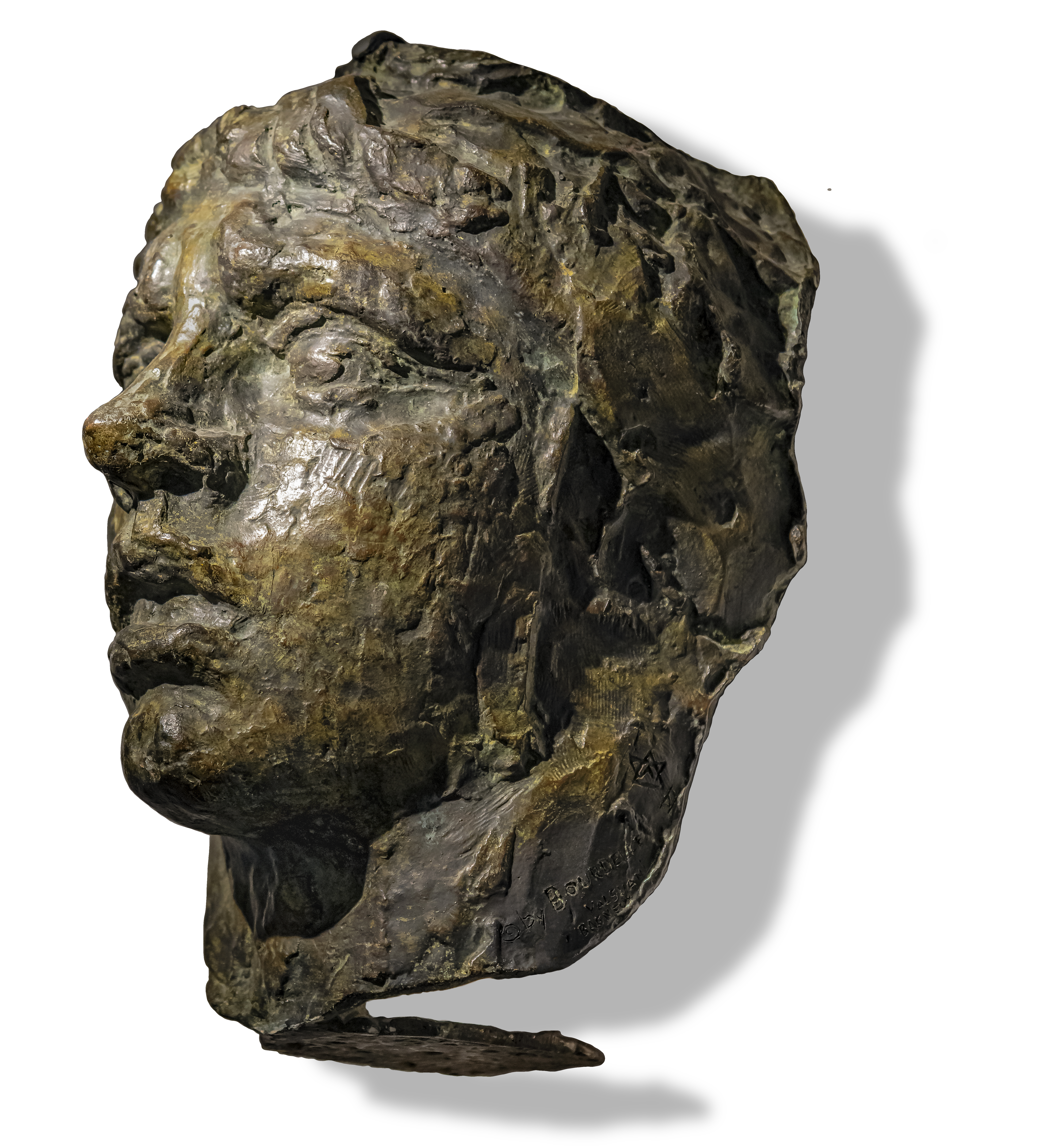
Le Masque d'Hercules - 1905 - Bronze - Musée Ingres-Bourdelle.
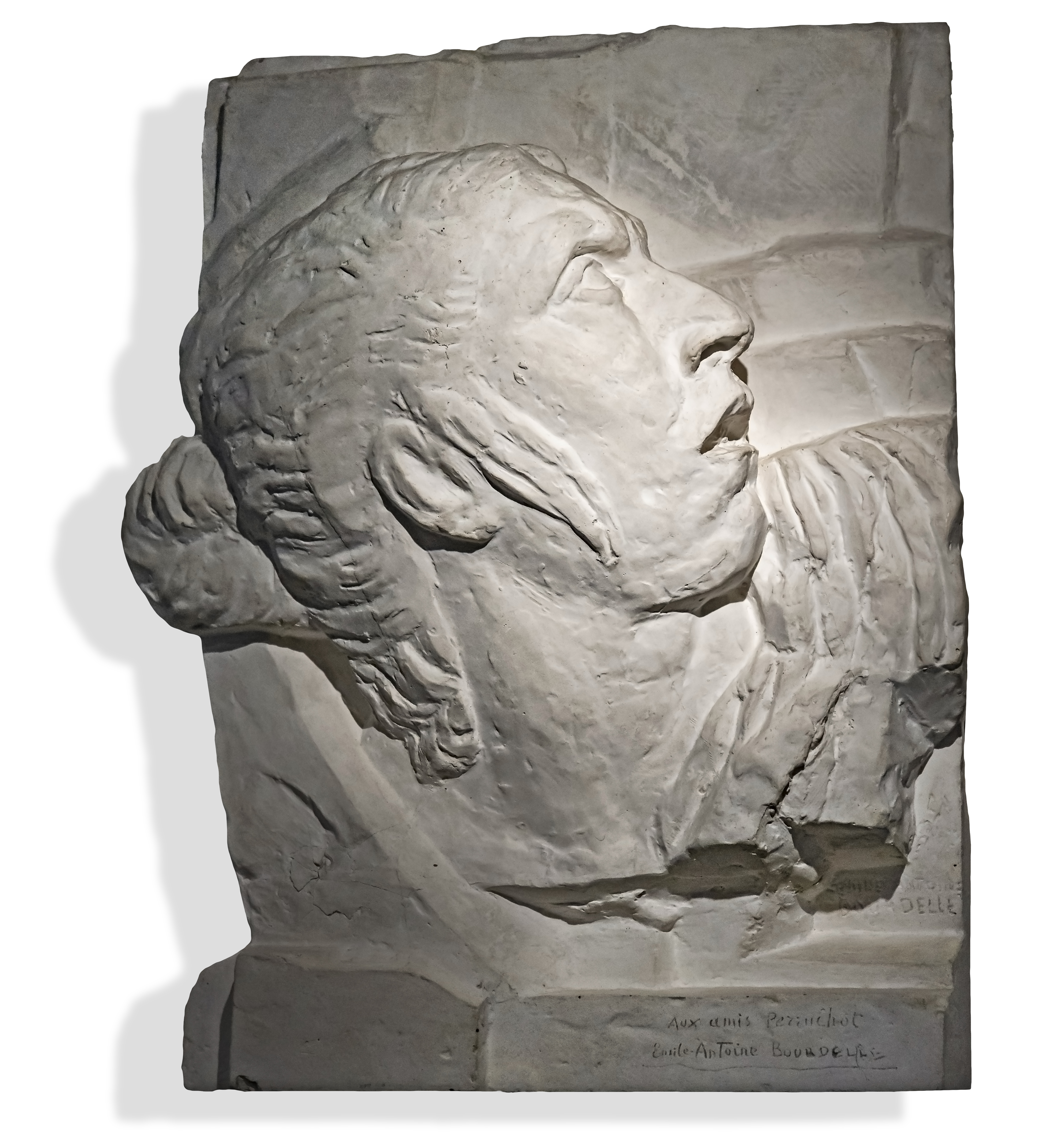
L'Effroi, 1909 - Plâtre - Musée Ingres-Bourdelle.

## Pour approfondir